# Rocky Lynch
Rocky Mark Lynch (n. 1 noiembrie 1994) este un cântăreț, muzician, instrumentalist, chitarist, actor și dansator american. El este unul dintre membrii fondatori ai formației de pop rock, R5, pe care a format-o împreună cu frații săi Riker, Ross, sora Rydel, și prietenul lor de familie / toboșarul formației, Ellington Ratliff.
El s-a învățat de unul singur să cânte la chitară, și după aceea i-a învățat și pe frații săi. El este de asemenea, un vocalist al formației.

## Viața personală
Rocky Lynch s-a născut pe 1 noiembrie 1994 în Littleton, Colorado. Părinții săi sunt Mark și Stormie Lynch. Rocky are trei frați: Riker, Ross și Ryland, și o soră, Rydel. El este al doilea cel mai mare frate și al treilea cel mai mare copil al familiei. El s-a învățat de unul singur să cânte la chitară, și după aceea i-a învățat și pe frații săi. El este de asemenea, un vocalist al formației. Lucrurile sale favorite sunt: culoarea verde lămâie, formația The Script, bomboanele „Nerds” și să cânte la chitară. Când erau mai mici, Rocky și frații săi organizau show-uri pentru familia lor în subsolul casei și le cereau măcar un dolar ca să le urmărească spectacolele. Ei cântau mereu și erau tot timpul împreună. Când fratele mai lor mare, Riker, a împlinit 16 ani, a decis că vrea să se mute la Los Angeles ca să își poată urma visul de a deveni un actor. Părinții lor au decis să se mute cu toată familia acolo ca să poată rămâne împreună. Acolo, copii s-au alăturat unui studio de dans, unde l-au întâlnit pe Ellington Ratliff.
Înainte de R5, Lynch a apărut în numeroase reclame și comerciale. Rocky este, de asemenea, văr cu Derek și Julianne Hough.

## Cariera

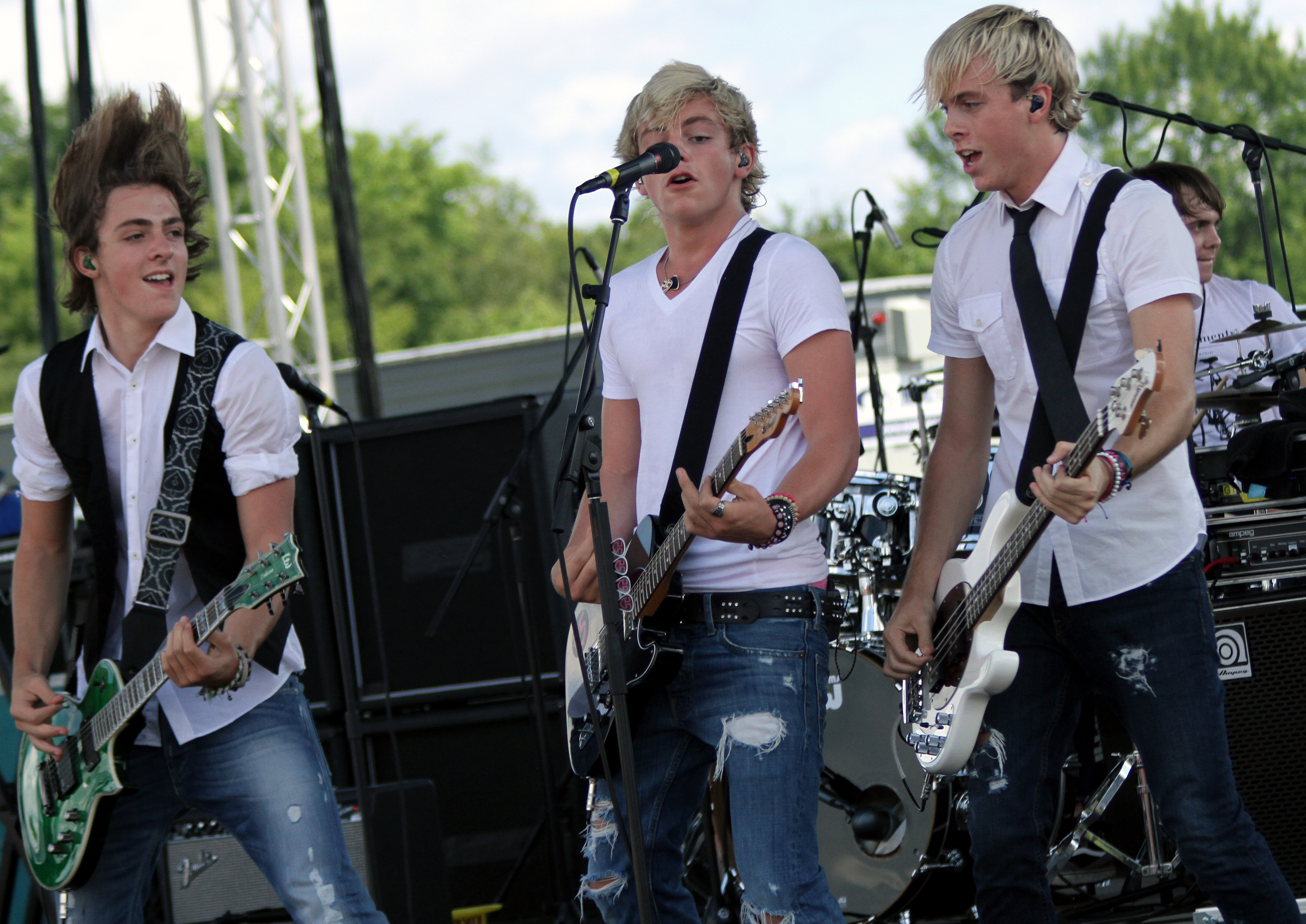
Rocky, Ross și Riker în timpul turneului West Coast Tour.

### Cariera de actor
Lynch și-a făcut debutul ca actor în 2010, în filmul NASA: Exploration Space - Explorers Wanted, în care a jucat Directorul de zbor #3. A apărut, de asemenea, în Wedding Band, ca un membru Just'a Krush în episodul „Get Down on It”. În 2009, a apărut în So You Think You Can Dance (de pe canalul de televiziune FOX, alături de frații săi. El și R5 au apărut de asemenea, în serialul Violetta.

### Cariera cu R5
R5 a fost formată în 2009 de Ross, Riker, Rocky, Rydel și Ellington. În aprilie 2012, R5 au anunțat via site-ul lor oficial că au semnat un contract de înregistrări cu Hollywood Records și au început să își planifice primul lor mini-turneu pentru luna mai. După turneu, R5 au cântat la numeroase show-uri în timpul verii prin SUA și în Canada. În septembrie 2012, două dintre cântecele lor au ajuns pe banda sonoră a serialului Austin & Ally. De asemenea, R5 și-au lansat al doilea EP intitulat Loud pe data de 19 februarie 2013. Primul lor album, Louder, a fost lansat pe data de 24 septembrie 2013. Albumul include patru cântece de pe EP, și noul lor single, „Pass Me By”. În 2014, R5 și-au lansat al treilea EP, intitulat Heart Made Up On You, iar cel de-al doilea album al lor va fo lansat în 2015.

## Influențe
Unele dintre influențele mari ale formației R5 sunt The Beatles, The Rolling Stones, Elvis Presley și The Beach Boys. Ei i-au menționat și pe McFly, Fall Out Boy, The Killers, Neon Trees, Walk the Moon, Maroon 5, Bruno Mars, și The Script ca influențe muzicale. Formația preferată a lui Rocky este The Script.

## Filmografia
| An   | Titlu                      | Rol                 | Note                                           |
| ---- | -------------------------- | ------------------- | ---------------------------------------------- |
| 2009 | So You Think You Can Dance | El însuși           | „Two of 16 Voted Off” (Sezonul 5, Episodul 11) |
| 2013 | Disney 365                 | El însuși           | „Aulani 2013” (Sezonul 8, Episodul 10)         |
| 2013 | Wedding Band               | Membru Just'a Krush | „Get Down on It” (Sezonul 1, Episodul 5)       |
| 2014 | Violetta                   | El însuși           | Apariție specială cu R5                        |

| An   | Titlu                                      | Rol                 | Note       |
| ---- | ------------------------------------------ | ------------------- | ---------- |
| 2010 | NASA: Exploration Space - Explorers Wanted | Director de zbor #3 | Film scurt |